# Rapina alle Poste di Torino
Il furto alle Poste di Torino venne commesso il 26 giugno 1996. L'ammontare delle somme rubate, che portò a soprannominare i componenti della banda come "Gli uomini d'oro" e  l'efferatezza degli omicidi che si consumarono subito dopo la rapina, ebbero ampio risalto nelle cronache, tanto da ispirare la sceneggiatura di due film.

## Storia
Domenico Cante di Bussoleno e Giuliano Guerzoni di Strevi erano due dipendenti di Poste Italiane operanti a Torino. Essendo autisti, ogni giorno entrambi avevano il compito di partire con un furgone blindato scortato dalla Polizia dal deposito di corso Tazzoli per prelevare denaro, assegni e vaglia postali in dieci uffici postali torinesi, per poi consegnare quanto ritirato nel centro postale di via Nizza. 
I due idearono un piano per mettere in atto un furto, che consisteva nel sostituire il denaro contenuto nei sacchi prelevati con mazzette di carta straccia di pari peso, grazie a un terzo complice nascosto nel vano cassaforte presente all'interno del furgone blindato stesso. 
Il terzo complice che i due coinvolsero fu Enrico Ughini di Felizzano, ex dipendente di Poste Italiane in pensione, che accettò di nascondersi nel vano del blindato per procedere alla sostituzione delle mazzette di denaro con quelle di carta straccia.
Guerzoni e Ughini, colleghi ma anche amici di lunga data ed entrambi insoddisfatti della propria vita lavorativa e familiare, dopo aver studiato la situazione per alcuni mesi, stabilirono di effettuare il colpo nel giorno più propizio, ovvero quello dei versamenti ICI, con l'intenzione di fuggire il giorno successivo in Costa Rica con il bottino suddiviso tra tutti i complici. Nei giorni precedenti il colpo, i tre contattarono un quarto uomo, Ivan Cella, gestore della birreria "La Nuova Frontiera" di Susa che avrebbe fornito dei passaporti falsi necessari per la fuga. 
Il bottino della rapina ammontò a 2 miliardi e 52 milioni di lire in contanti più assegni per quasi 3 miliardi, questi ultimi impossibili da incassare. Tuttavia al bottino finale mancavano altri 577 milioni di lire, che vennero dimenticati all'interno del furgone per un errore compiuto da Ughini nelle operazioni di sostituzione, lasciando così la prima di numerose tracce che avrebbero portato allo smascheramento della banda.
Nel medesimo giorno un commando di sei uomini assaltò, armi in pugno, il principale centro postale torinese, quello ubicato in via Reiss Romoli, puntando a un bottino analogo. Tuttavia i Carabinieri accorsi riuscirono ad arrestarli prima che abbandonassero l'edificio.
Diciassette giorni dopo il fatto, un contadino ritrovò in un noccioleto a Santa Petronilla nei pressi di Bussoleno (TO) tracce dei corpi di Guerzoni e Ughini, uccisi a colpi di pistola la stessa notte della rapina. A commettere il delitto furono Cante e Cella all'interno di un camper di proprietà dello stesso Cella. Le versioni sulla motivazione dell'omicidio divergevano tra Cante e Cella: per il primo avvenne al termine di un litigio sulla spartizione del bottino, mentre per il secondo il duplice assassinio fu premeditato fin dall'inizio da Cante per l'inaffidabilità dei due, tant'è vero che l'ampia fossa dove i due furono seppelliti fu scavata diversi giorni prima della rapina e dello stesso omicidio.

## Indagini
L'alibi di Domenico Cante si dissolse quasi subito: la moglie Gabriella Regis negò di averlo visto rientrare a casa la notte del duplice omicidio. Venne quindi condannato a ventotto anni e nove mesi di carcere; già provato da un paio di infarti, Cante morì nel carcere di Torino il 30 novembre 2004.
Dopo un'avventurosa fuga in Albania, Ivan Cella e la sua fidanzata Cristina Quaglia nel dicembre del 1996 vennero arrestati a Tirana e, dopo due mesi di detenzione, riuscirono a fuggire dal carcere approfittando dei tumulti provocati dalle truffe finanziarie avvenute nel Paese. Trovarono rifugio in Bolivia, vennero arrestati a Sarco, un quartiere di Cochabamba, ed estradati alcuni mesi dopo. Cella confessò nel gennaio 1998 e sostenne di aver perso il bottino investendolo in alcune finanziarie albanesi poi fallite. Anche lui venne condannato in via definitiva a ventotto anni e otto mesi di carcere.

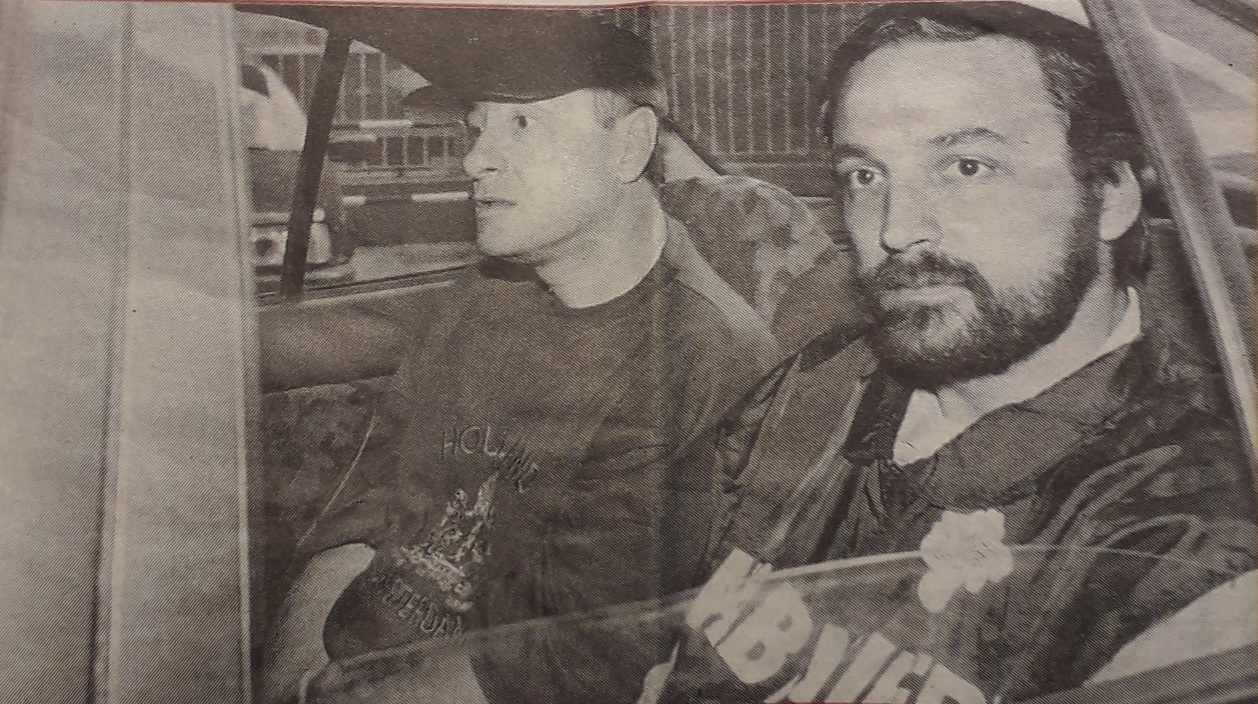
Ivan Cella (in secondo piano), arrestato in Bolivia, di ritorno in Italia nell'agosto 1997

Nel febbraio 1998 Cristina Quaglia fu condannata a due anni per favoreggiamento, mentre due amici di Ughini, Giorgio Arimburgo e Pasquale Leccese, vennero condannati rispettivamente a due anni e quattro mesi e due anni per ricettazione e per aver ricevuto 50 milioni in cambio dell'organizzazione della fuga in Costa Rica.
Il giorno prima di morire Ughini consegnò a una sua ex fidanzata di Alessandria, Cinzia Bononi, 10 milioni di lire e altrettanto fece Guerzoni con una parrucchiera di Strevi, Antonina Caruso; per questo le due vennero condannate per ricettazione. Il resto del denaro non fu mai ritrovato.
Cante fu rilasciato dal carcere di Fossano nei primi mesi del 2018 e tornò un uomo libero dopo aver beneficiato delle riduzioni di pena per buona condotta dopo 21 anni in carcere.

## Influenza culturale
- Qui non è il paradiso, film del 2000, diretto da Gianluca Maria Tavarelli.
- Gli uomini d'oro, film del 2019, diretto da Vincenzo Alfieri.
- La trasmissione Mistero in blu dedicò una puntata alla rapina il 15 marzo 1998[14].
- Il giornalista Bruno Gambarotta pubblicò nel 2018 il libro Il colpo degli uomini d'oro. Il furto del secolo alle Poste di Torino incentrato sulla vicenda.